# قهرمان اسکی
قهرمان اسکی (انگلیسی: Downhill Racer) یک فیلم درام آمریکایی است که در سال ۱۹۶۹ منتشر شد. از بازیگران آن می‌توان به رابرت ردفورد، جین هکمن، و دابنی کلمن اشاره کرد. این فیلم نظرِ منتقدان را جلب کرد، به نحوی که راجر ایبرت درباره‌اش گفت: «این بهترین فیلمی است که دربارهٔ ورزش ساخته شده است، بدون آنکه واقعاً دربارهٔ ورزش باشد.»

## داستان
رابرت ردفورد ازخودراضی به تیم اسکی آمریکا پیوسته اما پس از مدتی با مربی تیم درگیر می‌شود.